# Megaselia elegantula
Megaselia elegantula är en tvåvingeart som beskrevs av Borgmeier 1969. Megaselia elegantula ingår i släktet Megaselia och familjen puckelflugor. Inga underarter finns listade i Catalogue of Life.